# Jörg Fedtke
Jörg Fedtke (* 6. Juli 1966 in Machame in Tansania) ist ein deutscher Rechtswissenschaftler.

## Leben
Er studierte Rechtswissenschaft und Politikwissenschaft an der Universität Hamburg, wo er die Promotion bei Ingo von Münch 2000 mit Auszeichnung abschloss. Es folgten Stationen als Wissenschaftler in Deutschland am Seminar für ausländisches und internationales Privat- und Prozessrecht der Universität Hamburg, in Großbritannien am University College London (UCL) und am Institute of Global Law in London und an der University of Texas at Austin. Er war Inhaber der A. N. Yiannopoulos Professorship for Comparative and International Law an der Tulane Law School. Im Mai 2014 übernahm er den neu geschaffenen Lehrstuhl für Common Law an der Juristischen Fakultät der Universität Passau.

## Schriften (Auswahl)
- Die Rezeption von Verfassungsrecht. Südafrika 1993-1996. Baden-Baden 2000, ISBN 3-7890-5988-9.
- als Herausgeber mit Basil Markesinis: Patterns of regionalism and federalism. Lessons for the UK. Oxford 2006, ISBN 1-84113-470-8.
- als Herausgeber mit Basil Markesinis: Judicial recourse to foreign law. A new source of inspiration?. London 2006, ISBN 1-84472-159-0.
- als Herausgeber mit Dawn Oliver: Human rights and the private sphere. A comparative study. London 2007, ISBN 0-415-42301-5.